# Disturbia
"Disturbia" je synthpop pjesma barbadoške pjevačice Rihanne. Objavljena je kao treći singl s ponovnog izdanja njenog trećeg studijskog albuma Good Girl Gone Bad: Reloaded.

## O pjesmi
Pjesmu su napisali Andre Merritt, Chris Brown i Robert Allen, a producirao ju je Brian Kennedy. Brown i Merritt pozadinski su vokali. Pjesma je dobila nominaciju za nagradu Grammy za najbolju dance snimku (Best Dance Recording). Pop-punk sastav The Cab napravio je obradu pjesme za njihov kompilacijski album Punk Goes Pop 2.

## Videospot
Videospot počinje kada se Rihanna Vrti na stolici. Malo nako toga neka ruka svira klavir. Nakon toga Rihanna izgleda kao zatvorenik, nosi bijele leće da izgleda kao da je slijepa. Nakon toga se opet vrti na stolici. Iza toga se pojavljuje zavezana i oko nje gori vatra. Nakon toga Rihanna se grli s muškom lutkom a oko njih su metalne šipke. Nakon što se pojavljuje na stolici, pojavljuje se u uskoj ali dubokoj sobi gdje su joj noge i ruke u zidu, a na njoj je žica i pauci hodaju po njoj. Na kraju video završi tako što je opet na stolici.

## Popis pjesama
US/EU CD Singl (1787139)
1. "Disturbia" (albumska inačica) — 3:58
2. "Disturbia" (Instrumental) — 3:58

Australski Disturbia (Craig C's Masters Radio Mix) Singl
1. "Disturbia" (Craig C's Masters Radio Mix) - 3:51

12" EU vinil (TIME 528)
1. "Disturbia" (Jody Den Broeder Remix) — 7:46
2. "Disturbia" (Craig C's Disturbstrumental Mix) — 9:18
3. "Disturbia" (Jody Den Broeder Bum Bum Dub) — 8:16
4. "Disturbia" (Radio Edit) — 3:59

Japanski digitalni singl
1. "Disturbia" (albumska inačica) — 3:58
2. "Disturbia" (Jody den Broeder Radio Edit) — 3:52
3. "Disturbia" (Instrumental) — 3:58

## Inačice i remiksevi
1. "Disturbia" (albumska inačica - čista)
2. "Disturbia" (video inačica)
3. "Disturbia" (Jody Den Broeder Radio Edit)
4. "Disturbia" (Jody Den Broeder Bum Bum Dub)
5. "Disturbia" (Jody Den Broeder Club Mix)
6. "Disturbia" (Craig C's Master Radio Mix)
7. "Disturbia" (Craig C's Master Vocal Mix)
8. "Disturbia" (Craig C's Disturbstrumental)
9. "Disturbia" (Craig C & Nique's Tribal Mayhem Radio Mix)
10. "Disturbia" (Craig C & Nique's Bum Dub)
11. "Disturbia" (Craig C & Nique's Tribal Mayhem Mix)
12. "Disturbia" (Firestar Remix)

## Top ljestvice
| Top ljestvica(2008.)              | Najviša pozicija |
| --------------------------------- | ---------------- |
| Australija                        | 6                |
| Austrija                          | 4                |
| Belgija (Flandrija)               | 1                |
| Belgija (Valonija)                | 4                |
| Kanada                            | 2                |
| Češka                             | 10               |
| Danska                            | 4                |
| Nizozemska                        | 10               |
| Europa                            | 2                |
| Finska                            | 2                |
| Francuska                         | 3                |
| Njemačka                          | 5                |
| Mađarska                          | 9                |
| Irska                             | 4                |
| Italija                           | 14               |
| Novi Zeland                       | 1                |
| Norveška                          | 3                |
| Rusija                            | 4                |
| Španjolska                        | 1                |
| Švedska                           | 4                |
| Švicarska                         | 4                |
| Turska                            | 1                |
| Ujedinjeno Kraljevstvo            | 3*               |
| SAD Billboard Hot 100             | 1                |
| SAD Billboard Pop Songs           | 1                |
| SAD Billboard Hot Dance Club Play | 1                |

* samo na bazi digitalnog preuzimanja

### Godišnje top ljestvice
| Top ljestvica (2008.) | Pozicija |
| --------------------- | -------- |
| Njemačka              | 41       |

| Top ljestvica (2009.) | Pozicija |
| --------------------- | -------- |
| Europa                | 49       |

## Povijest objavljivanja
| Regija                 | Datum               | Format             |
| ---------------------- | ------------------- | ------------------ |
| SAD                    | 17. lipnja 2008.    | Radio              |
| Kanada                 | 17. lipnja 2008.    | Radio              |
| Ujedinjeno Kraljevstvo | 22. lipnja 2008.    | Digitalni download |
| Italija                | 22. rujna 2008.     | Radio              |
| Njemačka               | 3. listopada 2008.  | Radio              |
| Ujedinjeno Kraljevstvo | 16. listopada 2008. | Radio              |
| Francuska              | 20. listopada 2008. | Radio              |
| Japan                  | 22. listopada 2008. | Radio              |